# میرزا داوود حسینوف
میرزا داوود حسینوف (Мирза Давуд Гусейнов؛ مارس ۱۸۹۴ – ۲۱ مارس ۱۹۳۸) سیاست‌مدار اهل امپراتوری روسیه بود.

## منابع

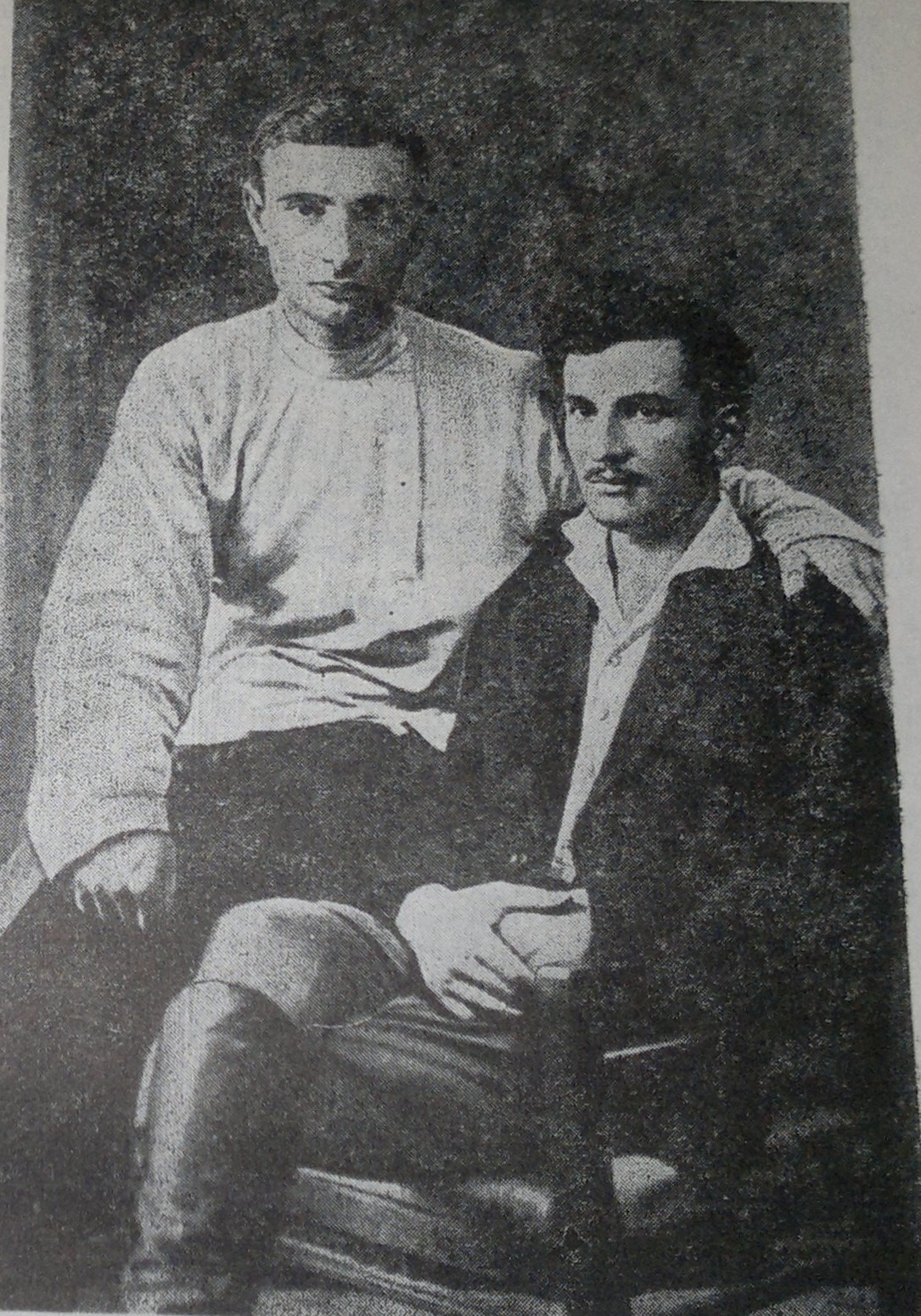
حسینوف (راست) در سال ۱۹۲۰